# Giornale de Scienze Naturali ed Economiche de Palermo
Giornale de Scienze Naturali ed Economiche de Palermo (abreviado Giorn. Sci. Nat. Econ. Palermo) es una revista con ilustraciones y descripciones botánicas que es editada en Palermo desde el año 1865 hasta ahora.